# Раублинг
Раублинг (њем. Raubling) општина је у њемачкој савезној држави Баварска. Једно је од 46 општинских средишта округа Розенхајм. Према процјени из 2010. у општини је живјело 11.358 становника. Посједује регионалну шифру (AGS) 9187165.

## Географски и демографски подаци
Раублинг се налази у савезној држави Баварска у округу Розенхајм. Општина се налази на надморској висини од 460 метара. Површина општине износи 44,3 km². У самом мјесту је, према процјени из 2010. године, живјело 11.358 становника. Просјечна густина становништва износи 257 становника/km².